# Kanton Holzminden
Der Kanton Holzminden bestand von 1807 bis 1813 im Distrikt Einbeck (Departement der Leine, Königreich Westphalen) und wurde durch das Königliche Decret vom 24. Dezember 1807 gebildet. Holzminden war von Umstruktierungen zur endgültigen Festsetzung des Zustands der Gemeinden im Departement der Leine vom 16. Juni 1809 betroffen. Nach diesem Dekret wurden die Gemeinden Mühlenberg, Schießhaus, Schorborn und Golmbach abgespalten und die Munizipaleinteilung in der unten stehenden Weise neu organisiert.

## Gemeinden
- Holzminden (ehemals Fürstentum Braunschweig-Wolfenbüttel) mit Hoheneiche und Altendorf
- Bevern mit Allersheim und Meierei Polle
- Reileifzen, Dölme, Rühle, Lütgenade, Warbsen und bis 1809 Golmbach
- Lobach
- Pilgrimshütte und bis 1809 Schorborn und Schießhaus
- Mecklenbrucher Moorhütte und Neuhaus
- Fohlenplaken und bis 1809 Mühlenberg

ab 1809
- Holzminden
- Bevern, Allersheim und Meierei Polle
- Fohlenplaken mit Altendorf und Hoheeiche, Mecklenbrucher Moorhütte, Neuhaus
- Lobach
- Lütgenade und Warbsen
- Reileifzen und Dölme
- Rühle